# Elecciones municipales de 2023 en Oviedo
Las elecciones municipales de 2023 se celebraron en Oviedo (Asturias) el domingo 28 de mayo, de acuerdo con el Real Decreto de convocatoria de elecciones locales en España dispuesto el 3 de abril de 2023 y publicado en el Boletín Oficial del Estado el día 4 de abril. Se eligieron a los 27 concejales del pleno del Ayuntamiento de Oviedo.

## Resultados
Se presentaron un total de 12 formaciones políticas, de las cuales 5 ya tenían representación plenaria. Se indican los cabezas de lista de cada candidatura:
|  | 42,52 % |

|  | 24,17 % |

|  | 10,84 % |

|  | 10,15 % |

|  | 4,45 % |

|  | 2,69 % |

|  | 1,52 % |

|  | 0,65 % |

|  | 0,40 % |

|  | 0,28 % |

|  | 0,23 % |

|  | 98,89 % |

|  | 1,10 % |

|  | 1,69 % |

|  | 64,01 % |

|  | 35,98 % |

## Concejales electos
Relación de concejales electos:
| N.º | Nombre                             | Lista | Lista                   |
| --- | ---------------------------------- | ----- | ----------------------- |
| 1   | Alfredo Canteli Fernández          |       | PP                      |
| 2   | Mario Arias Navia                  |       | PP                      |
| 3   | Ignacio Cuesta Areces              |       | PP                      |
| 4   | María Concepción Méndez Suárez     |       | PP                      |
| 5   | Leticia González Álvarez           |       | PP                      |
| 6   | Alfredo García Quintana            |       | PP                      |
| 7   | José Ramón Prado Pérez             |       | PP                      |
| 8   | María Covadonga Díaz Álvarez       |       | PP                      |
| 9   | José Ramón Pando Álvarez           |       | PP                      |
| 10  | Lourdes García López               |       | PP                      |
| 11  | David Álvarez Menéndez             |       | PP                      |
| 12  | Adelina María Velasco Muñiz        |       | PP                      |
| 13  | Daniel Tarrio Aladro               |       | PP                      |
| 14  | Rosario Suárez Fernández           |       | PP                      |
| 15  | Carlos Fernández Llaneza           |       | FSA-PSOE                |
| 16  | Natalia Sánchez Santa Bárbara      |       | FSA-PSOE                |
| 17  | Javier Ballina Díaz                |       | FSA-PSOE                |
| 18  | Sonia María Fidalgo González       |       | FSA-PSOE                |
| 19  | Jorge García Monsalve              |       | FSA-PSOE                |
| 20  | María Luisa Ponga Martos           |       | FSA-PSOE                |
| 21  | Juan Enrique Miguel Álvarez Areces |       | FSA-PSOE                |
| 22  | Sonsoles Peralta López             |       | Vox                     |
| 23  | Elena Figaredo Sanjuan             |       | Vox                     |
| 24  | Alejandra González Roque           |       | Vox                     |
| 25  | Gaspar Llamazares Trigo            |       | Convocatoria por Oviedo |
| 26  | Cristina Pontón García             |       | Convocatoria por Oviedo |
| 27  | Alejandro Suárez González          |       | Convocatoria por Oviedo |

## Acontecimientos posteriores

### Investidura del alcalde o alcaldesa
La Corporación 2023-2027 fue constituida el día 17 de junio de 2023, 20 días después de los comicios. Ese día tomaron posesión de su cargo los 27 concejales electos y se procedió a elegir al alcalde de Oviedo. La persona elegida fue Alfredo Canteli, recibiendo los votos de su partido: Partido Popular (14, los necesarios para la mayoría absoluta).
| Candidatos a la alcaldía | Votos |
| ------------------------ | ----- |
| Alfredo Canteli          | 14/27 |
| Carlos Fernández Llaneza | 7/27  |
| Sonsoles Peralta         | 3/27  |
| Abstención               | 3/27  |